# Bedřich Hoppe
Bedřich Hoppe (7. listopadu 1838 Mnichovo Hradiště – 1. dubna 1884 San Remo) byl rakouský politik české národnosti; poslanec Moravského zemského sněmu a propagátor české kultury a školství v Brně.

## Biografie
Po absolvování gymnázia v Mostě a Jihlavě vystudoval právnickou fakultu Vídeňské univerzity a po roce 1859 se věnoval advokacii ve Vídni, Brně a Telči. Po návratu do Brna se zapojil do veřejné činnosti ve snaze posílit národní uvědomění česky hovořícího obyvatelstva. Především organizoval zakládání škol s českým vyučovacím jazykem (nejprve matiční trojtřídní obecná škola na Josefově, pak obecní škola na Křenové a nakonec národní škola na Starém Brně). Vedle toho působil jako poslanec Moravského zemského sněmu, předseda správní rady moravské akciové knihtiskárny, místopředseda Besedního domu a čtenářského spolku apod. Brněnští Češi i Němci jej uznávali pro jeho slušnost, odhodlanost i vybrané chování.
V zemských volbách v září 1871 byl zvolen na Moravský zemský sněm, za kurii městskou, obvod Boskovice, Konice, Tišnov. Mandát zde obhájil i v zemských volbách v prosinci 1871. 28. listopadu 1872 byl zbaven mandátu. Opětovně byl ovšem zvolen v doplňovacích volbách v listopadu 1873, nyní ale za kurii venkovských obcí, obvod Nové Město, Bystřice n. P., Žďár nad Sázavou. Uváděl se tehdy jako staročech. V tomto volebním obvodu uspěl i v řádných zemských volbách roku 1878. Poslancem byl až do své smrti roku 1884.
Zemřel během ozdravného pobytu v italském San Remu a byl tam i pohřben. Zásluhami o znovuzrození českého národa na Moravě v době, kdy v Brně dominovala německá kultura, si získal vděk svých současníků.
Jeho následovníkem v brněnské národní politice se stal Wolfgang Kusý.
Byl dvakrát ženat. V roce 1868 se v Brně oženil s Emilií Antonií Schuldesovou (1845–1875), dcerou podnikatele Franze Andrease Schuldese. Ze tří dětí narozených během let 1870 až 1874 se dožil dospělosti pouze Viktor (1874–1962), pozdější brigádní generál a účastník domácího odboje.
V září 1877 uzavřel v Ratajích u Kroměříže sňatek s Olgou Kozánkovou (1859–1905). Z manželství vzešli tři synové, Jaroslav (1878–1926), Vladimír (1882–1931) a Otakar (1883–1939).